# Lotus 102
O  102/102B/102D  é o modelo da Lotus das temporadas de 1990, 1991 e parte de 1992 da F-1. Condutores: Derek Warwick, Martin Donnelly, Johnny Herbert, Mika Hakkinen, Julian Bailey e Michael Bartels. 

## Resultados[1][2][3]
(legenda) 
| Ano  | Chassi | Motor                | N° | Pilotos         | 1     | 2     | 3     | 4     | 5     | 6    | 7    | 8     | 9     | 10   | 11    | 12    | 13    | 14    | 15    | 16    | Pontos  | Posição |  |
| ---- | ------ | -------------------- | -- | --------------- | ----- | ----- | ----- | ----- | ----- | ---- | ---- | ----- | ----- | ---- | ----- | ----- | ----- | ----- | ----- | ----- | ------- | ------- |  |
|      |        |                      |    |                 |       |       |       |       |       |      |      |       |       |      |       |       |       |       |       |       |         |         |  |
|      |        |                      |    |                 | USA   | BRA   | SMR   | MON   | CAN   | MEX  | FRA  | GBR   | GER   | HUN  | BEL   | ITA   | POR   | ESP   | JAP   | AUS   |         |         |  |
| 1990 | 102    | Lamborghini 3512 V12 | 11 | Derek Warwick   | Ret G | Ret G | 7 G   | Ret G | 6 G   | 10 G | 11 G | Ret G | 8 G   | 5 G  | 11 G  | Ret G | Ret G | Ret G | Ret G | Ret G | 3       | 8º      |  |
| 1990 | 102    | Lamborghini 3512 V12 | 12 | Martin Donnelly | NQ G  | Ret G | 8 G   | Ret G | Ret G | 8 G  | 12 G | Ret G | Ret G | 7 G  | 12 G  | Ret G | Ret G | DNS G |       |       | 3       | 8º      |  |
| 1990 | 102    | Lamborghini 3512 V12 | 12 | Johnny Herbert  |       |       |       |       |       |      |      |       |       |      |       |       |       |       | Ret G | Ret G | 3       | 8º      |  |
|      |        |                      |    |                 |       |       |       |       |       |      |      |       |       |      |       |       |       |       |       |       |         |         |  |
|      |        |                      |    |                 | USA   | BRA   | SMR   | MON   | CAN   | MEX  | FRA  | GBR   | GER   | HUN  | BEL   | ITA   | POR   | ESP   | JPN   | AUS   |         |         |  |
| 1991 | 102B   | Judd EV V8           | 11 | Mika Hakkinen   | 13 G  | 9 G   | 5 G   | Ret G | Ret G | 9 G  | NQ G | 12 G  | Ret G | 14 G | Ret G | 14 G  | 14 G  | Ret G | Ret G | 19 G  | 3       | 9º      |  |
| 1991 | 102B   | Judd EV V8           | 12 | Julian Bailey   | NQ G  | NQ G  | 6 G   | NQ G  |       |      |      |       |       |      |       |       |       |       |       |       | 3       | 9º      |  |
| 1991 | 102B   | Judd EV V8           | 12 | Johnny Herbert  |       |       |       |       | NQ G  | 10 G | 10 G | 14† G |       |      | 7 G   |       | Ret G |       | Ret G | 11 G  | 3       | 9º      |  |
| 1991 | 102B   | Judd EV V8           | 12 | Michael Bartels |       |       |       |       |       |      |      |       | NQ G  | NQ G |       | NQ G  |       | NQ G  |       |       | 3       | 9º      |  |
|      |        |                      |    |                 |       |       |       |       |       |      |      |       |       |      |       |       |       |       |       |       |         |         |  |
|      |        |                      |    |                 | RSA   | MEX   | BRA   | ESP   | SMR   | MON  | CAN  | FRA   | GBR   | GER  | HUN   | BEL   | ITA   | POR   | JPN   | AUS   |         |         |  |
| 1992 | 102D   | Ford HBA5 V8         | 11 | Mika Hakkinen   | 9 G   | 6 G   | 10 G  | Ret G | NQ G  |      |      |       |       |      |       |       |       |       |       |       | 21 (13) | 5º      |  |
| 1992 | 102D   | Ford HBA5 V8         | 12 | Johnny Herbert  | 6 G   | 7 G   | Ret G | Ret G |       |      |      |       |       |      |       |       |       |       |       |       | 21 (13) | 5º      |  |

† Completou mais de 90% da distância da corrida.
↑1  Do GP do San Marino até o final do campeonato, utilizou o 107 marcando 11 pontos (13 no total).